# Bitwa o Kanton
Bitwa o Kanton została stoczona w ramach II wojny opiumowej w dniach 28–31 grudnia 1857 roku przez połączone wojska brytyjsko-francuskie przeciw Chinom.
Wprawdzie Royal Navy zniszczyła chińskie dżonki jeszcze latem, to atak na Kanton musiał zostać odłożony ze względu na trwające w Indiach powstanie sipajów. Dopiero 22 grudnia siły sprzymierzonych dokonały rozpoznania sytuacji na obrzeżach miasta. Bitwę poprzedziło bombardowanie od strony morza i zdobycie Fortu Lina położonego w głębi lądu. Następnego dnia wojska wylądowały u ujścia potoku Kupar na południowy wschód od miasta. Chińczycy byli przekonani, że nieprzyjaciel nie pokusi się o zaatakowania miasta z marszu i że będzie starał się zająć tzw. Wzgórze Magazynowe, lecz rankiem 29 grudnia, nim jeszcze ustał ostrzał z dział okrętowych 4700 żołnierzy brytyjskich i hinduskich oraz 950 francuskich wspięło się na mury przy niewielkim oporze ze strony chińskiej. Straty, jakie ponieśli (13 Brytyjczyków i 2 Francuzów), zadały głównie działa własnych okrętów. Mury były okupowane przez tydzień, po czym 5 stycznia wojska wkroczyły na ulice miasta. Według jednych doniesień tysiące Chińczyków poniosło śmierć lub poszło do niewoli, a w mieście spłonęło blisko 30 tysięcy domostw, podczas gdy inne określają straty chińskie jako 450 żołnierzy i 200 cywilów.
Naczelnik prowincji Guangdong – Ye Mingchen – został uwięziony i wywieziony do Kalkuty, gdzie w rok później zmarł. Brytyjsko-francuskie siły okupujące miasto utworzyły wspólną komisję zarządzającą. Częściowo na skutek bitwy i okupacji – Chińczycy obawiali się podobnego boju o Pekin – 26 czerwca 1858 roku zawarty został traktat w Tiencinie, co położyło kres Drugiej Wojnie Opiumowej.